# SECTM1
SECTM1‏ (Secreted and transmembrane 1) هوَ بروتين يُشَفر بواسطة جين SECTM1 في الإنسان.